# Hos os i Jordan
Hos os i Jordan er en dansk dokumentarfilm fra 1972, der er instrueret af Steen B. Johansen.

## Handling
Hverdagen i landsbyen Ma'in, der ligger i en opdyrket dal i Jordan. Her bor familien Najjedah på 16 personer. Familiens levevis gennem en tilfældig dag. De forskellige familiemedlemmers vaner og arbejde indendørs og udendørs.